# Erehof Emmeloord
Erehof Emmeloord is onderdeel van de algemene begraafplaats aan de Espelerlaan te Emmeloord in de Nederlandse provincie Flevoland. Deze Gemenebestoorlogsgraven liggen achter op de begraafplaats. Er zijn 4 stenen met daarop de namen van de gevallenen:
| Naam                          | Functie                      | Onderdeel                         | Sq             | Overleden  | Leeftijd |
| ----------------------------- | ---------------------------- | --------------------------------- | -------------- | ---------- | -------- |
| William Harold Stanley Byers  | Boordschutter                | Royal Canadian Air Force          | 57 (R.A.F.) Sq | 12-10-1941 | 28       |
| Percy Frederick Meadows Cooke | Waarnemer                    | Royal New Zealand Air Force       | 57 (R.A.F.) Sq | 12-10-1941 | 21       |
| Arthur William Jeffries       | Piloot                       | Royal Air Force Volunteer Reserve | 57 (R.A.F.) Sq | 12-10-1941 | 29       |
| William Christopher Wood      | Radio-operator/boordschutter | Royal Air Force Volunteer Reserve | 57 (R.A.F.) Sq | 12-10-1941 | 22       |

## Geschiedenis
Op 12 oktober 1941 werd een Wellington-bommenwerper, de R 1757 van het 57e Squadron, aangevallen door een nachtjager. Als gevolg hiervan stortte het toestel neer op ongeveer 3 km afstand van Blankenham aan de rand van de Noordoostpolder. Bij de crash kwamen vijf bemanningsleden om het leven. Eén lid van de bemanning, H.L. Myers, ligt begraven op de algemene begraafplaats te Kuinre (Erehof Kuinre). De overige vier bemanningsleden werden pas na de oorlog geborgen en zijn op 5 maart 1948 begraven op het erehof Emmeloord. Het enige overlevende bemanningslid, de boordschutter L. Rickard, werd in Blokzijl krijgsgevangen gemaakt.